# Gally Garvey
Pour les articles homonymes, voir Gally.
Gally Garvey, né le 9 juin 1997 à Kinshasa, est auteur-compositeur-interprète et danseur congolais. Surnommé Bae national, Il est connu pour plusieurs de ses chansons du style amoureux notamment tout seul qui est devenue virale sur YouTube avec plus de 15 millions de vues,.

## Biographie

### Enfance et éducation
Gally Garvey est né dans une famille de sept personnes dont trois filles et quatre garçons. Fils de Rémy Kabata et Antoinette Kabata Lankoso, son père est professeur de français et de latin et sa mère est esthéticienne. 
Il a fait ses études secondaires au Groupe scolaire du Mont – Amba (Unikin) où il a obtenu le diplôme d’État en Biologie-chimie en 2013[source secondaire souhaitée].
C’est à l’âge de 18 ans, tout en étant finaliste aux examens d’Etat que Gally a fait son apparition dans le monde musical. Motivé par ses camarades de classe, Gally enregistre son tout premier morceau intitulé « IYA » qui sera publié sur YouTube.

### Carrière musicale
En 2015, il monte son propre studio d’enregistrement, YouKnow Records. Il a appris à devenir ingénieur du son pendant trois ans. C’est encore pour lui un excellent moyen d’être au cœur de l’agitation créatrice locale, de croiser les talents confirmés ou en devenir[non neutre].
Il est connu du grand public grâce à sa chanson mbok’elengi,,.

## Discographie

### Albums
- 2022 : ‘’Amour & Moi[8]

### Singles
- 2018 : tuna base
- 2019 : Oke Wapi
- 2019 : Ya nga bébé Achour
- 2020 :  Mbok'Elengi(feat. Koffi Olomidé)[9]
- 2020 : Intimidation
- 2021 : Nazali
- 2021 : Bo Yokaka Wapi
- 2021 : Zongela Nga
- 2021 : Tout Seul(feat. Héritier Watanabe)[10]
- 2023 : Fongola Motema
- 2024 : Tu me manque
- 2024 : Chibia
- 2024 : Ton cœur mon cœur